# Хоцянув
Хоцянув (пол. Chocianów Польська вимова: [xɔˈt͡ɕanuf]; відразу після війни Kaczanów , нім. Kotzenau ) — місто в Нижньосілезькому воєводстві Полковицького повіту, центр місько-сільської ґміни Хоцянув . У 1975-1998 роках місто адміністративно належало до провінції. Легніца.
За даними ЦСУ на 31 грудня 2019 року в місті проживало 7866 осіб.
Місто розташоване у східній частині Нижньошльонських Борів, на захід від Любіна та на північ від Хойнова . На північ від Хоцянова знаходяться Ласи Хоцяновські.

## Історія

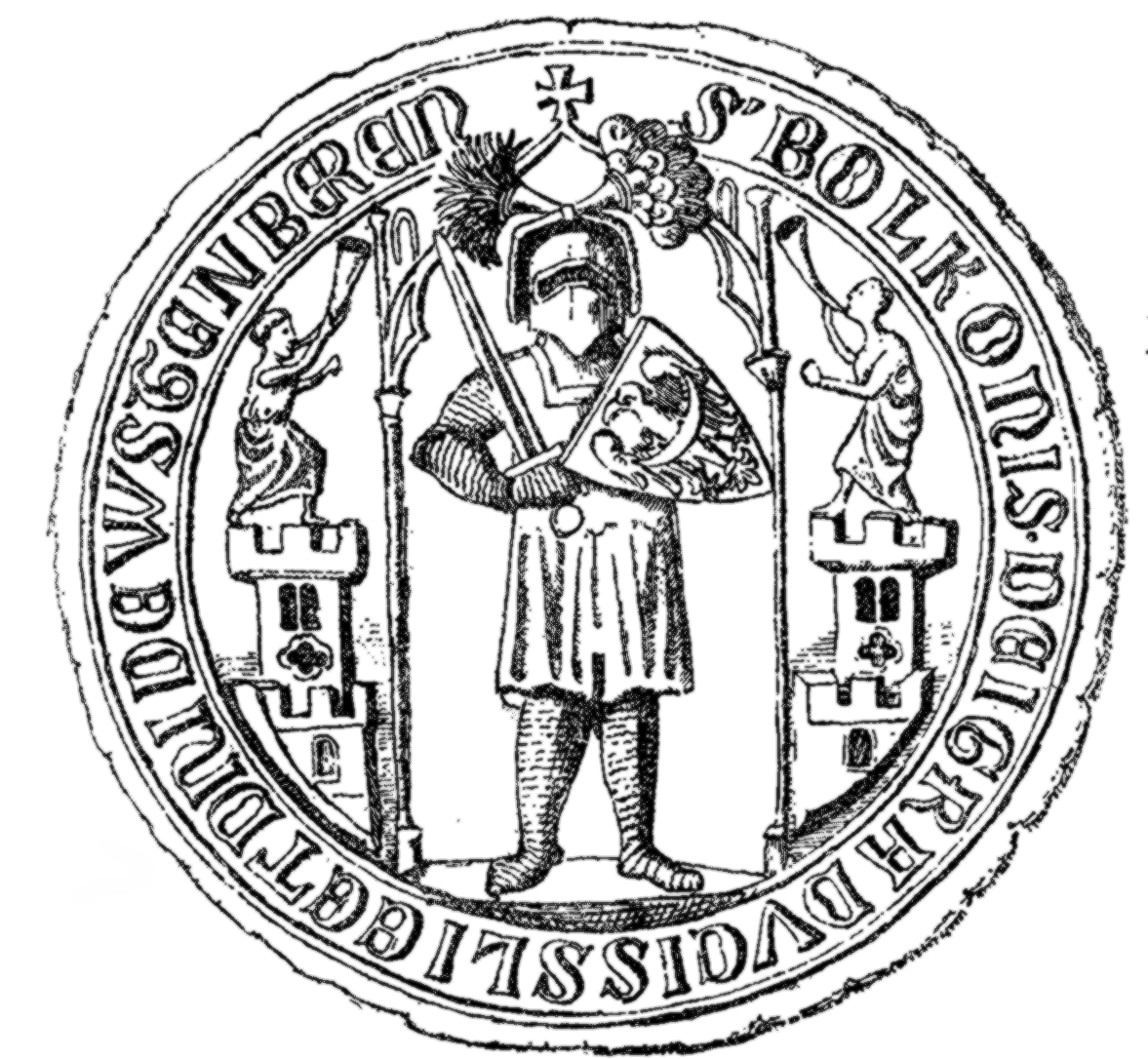
Печатка Болека Сирця - ініціатора замку, з якого почалося місто

Близько 1297 року за наказом Болко I, князя Явора і Свідниці; тимчасово керуючий герцогством Легніца ; у Хоцянові збудовано замок, який мав зупинити спроби глогівських П’ястів. Чекати не довелося довго, і незабаром поряд із замком виросло поселення, яке було зафіксовано як Кохіна у 1311 році, Хотценув у 1329 році, Коценув у 1359 році, Кочченув у 1388 році та Кочнов у 1430 році.
У середні віки село перетворилося на гірничий центр. У 1430 році була відкрита чавунна кузня. Місто, розташоване в герцогстві Легніца, неодноразово було закладено або орендовано. У 1444 році княгиня Єлизавета Гогенцоллерн віддала Хоцянув у феод братам Кшиштофу та Миколаю фон Дорнгаймам, потім містом володіли родини фон Шеллендорф (1507–1518), фон Нозіц (1587–1613), фон Стош (1613). –1722), фон Редерн (1722 –1766) і фон Дон (1766–1945). У 1703 році баронеса Катажина Фрейн фон Стош, уроджена фон Коттвіц, надала місту міські права, водночас звільнивши міщан і ремісників від кріпацтва та надавши привілеї селянам, хліборобам і дворникам. Новому місту було надано привілей організовувати ярмарки та було призначено ринкову площу з фасадами 60x80 метрів. У 1713 році Габсбурги підтвердили ярмарковий 

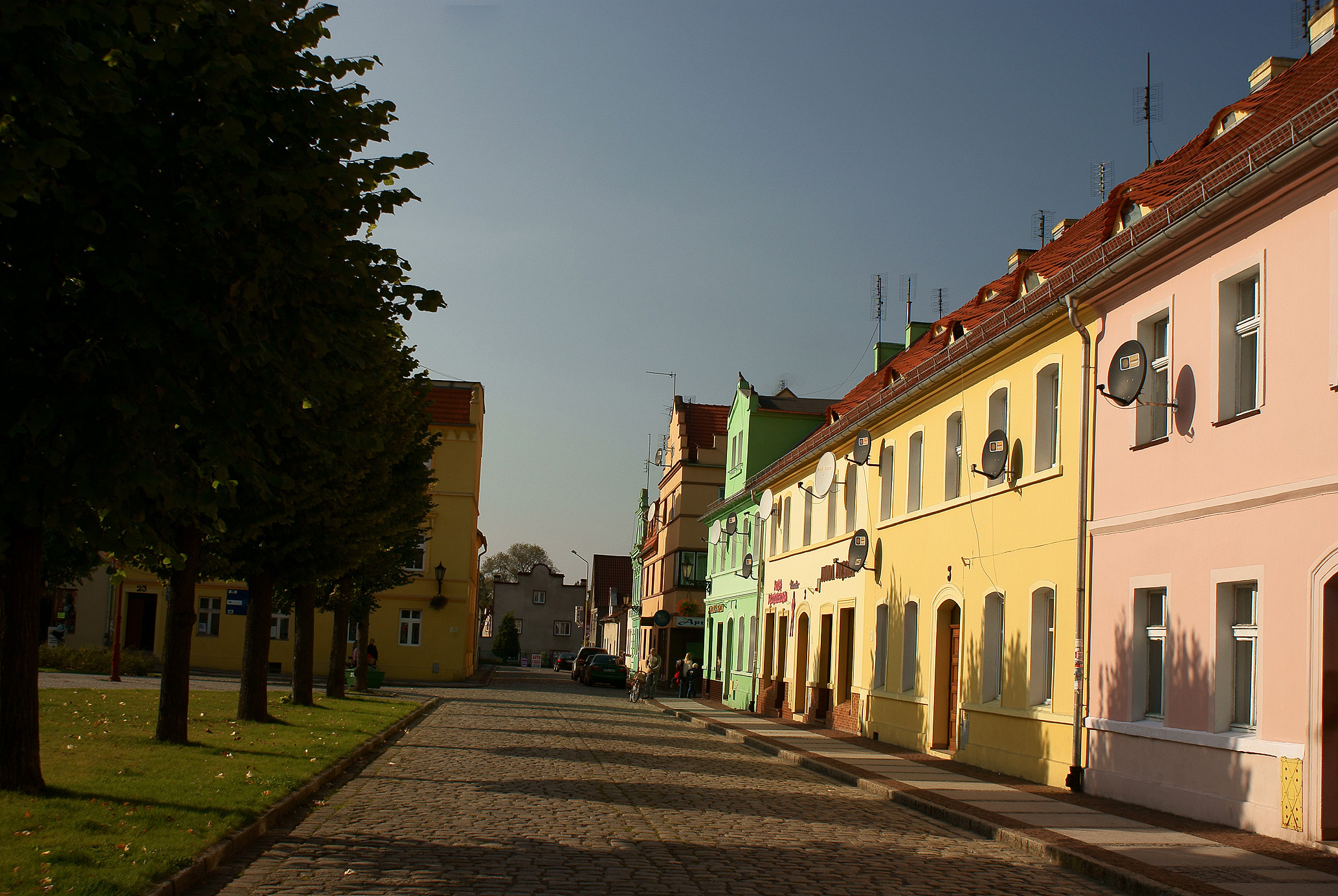
Розбудова ринкової площі в Хоцянові

привілей, але місто не розвивалося і в 1742 році було позбавлено міських прав, ставши ринковим поселенням  . Бурхливий розвиток міста почався в середині ХІХ ст. Під час двох пожеж (травень і вересень) 1847 р. майже все місто згоріло і було повністю відбудоване. У той же час, у 1854 році, Антон Шлітген і Хассе побудували чавунний завод «Марія», спочатку заснований на місцевих, дуже бідних і невеликих покладах болотних залізних руд, а потім на високоякісних магнетитових залізних рудах, імпортованих зі Швеції . Невдовзі, завдяки наявності металургійного заводу, було засновано кілька інших заводів з виробництва чавунних виробів, а в 1891 році було відкрито залізничну колію з Рокіток до Пшемкува . Наприкінці ХІХ століття на металургійному заводі міста працював хімік Карл Бош, який згодом отримав Нобелівську премію 1931 р. Він також винаймав квартиру в будинку № 2 на ринковій площі. У 1895  Хоцянув відновив свої права 

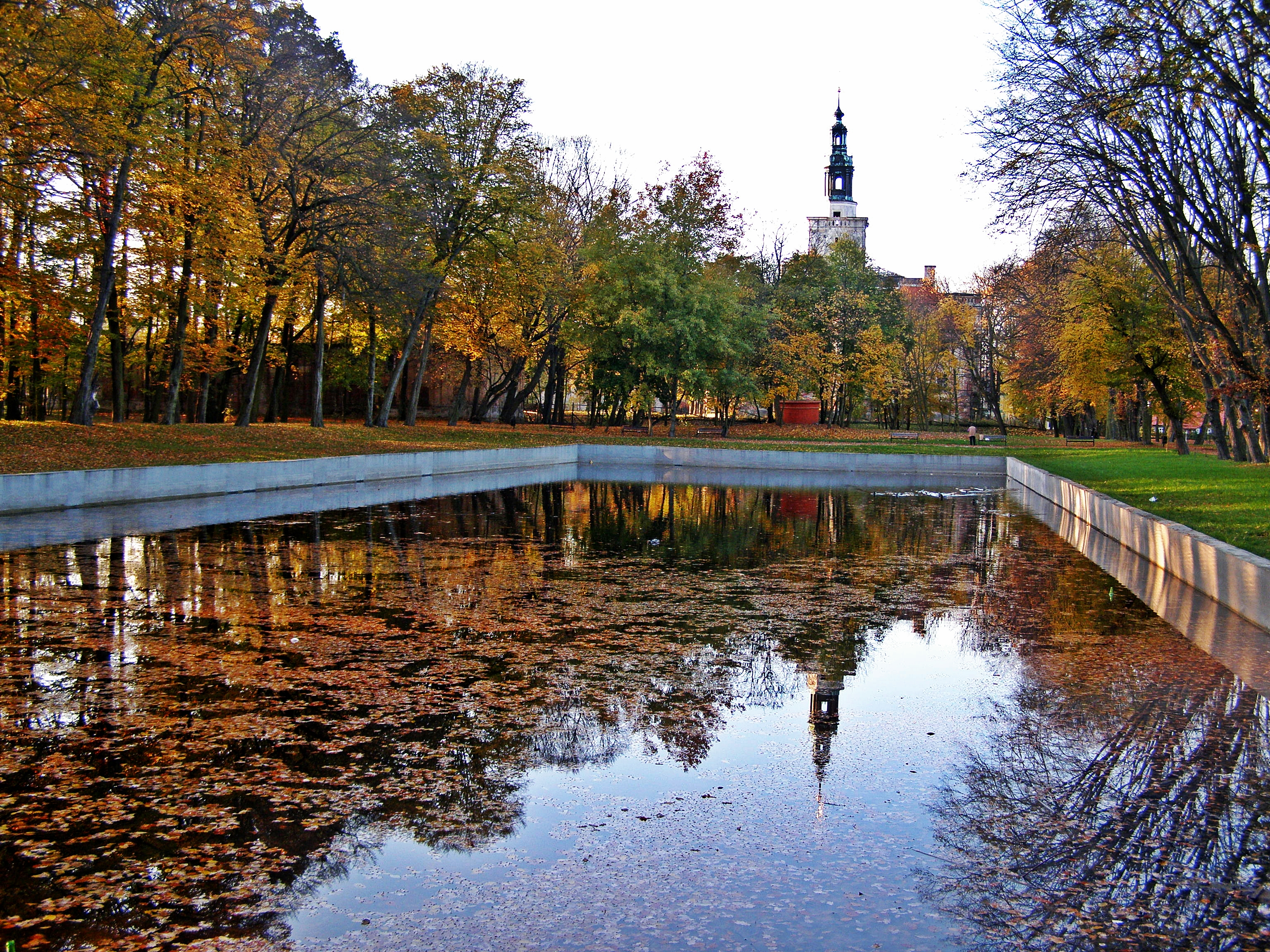
Палацовий парк восени

міста, а в 1899 році була побудована ратуша. На початку 20 століття місто газифіковано (1906) і електрифіковано (1924). У 1915 році відкрито залізничну колію до Любіна . Також тоді був побудований великий мотодром, де проводилися всенімецькі мотопробіги. Під час Великої депресії металургійний завод закрився в 1931 році і не працював до 1936 року.

## Пам'ятники
До обласного реєстру пам'яток  внесено:
- планування, з І кв 18 століття
- допоміжного костелу вул. Йосифа Чоловіка, 1865, 1680 рр., класицизм з ренесансними елементами декору, напр. , купіль 1585 р. зі старішого храму.
- Католицький цвинтар, нині міський, 1731–1945 рр.
- палацовий комплекс, 1728–1732 рр., 19/20 ст.:
  - палац першої половини 18 ст
  - парковий павільйон
  - Парк.

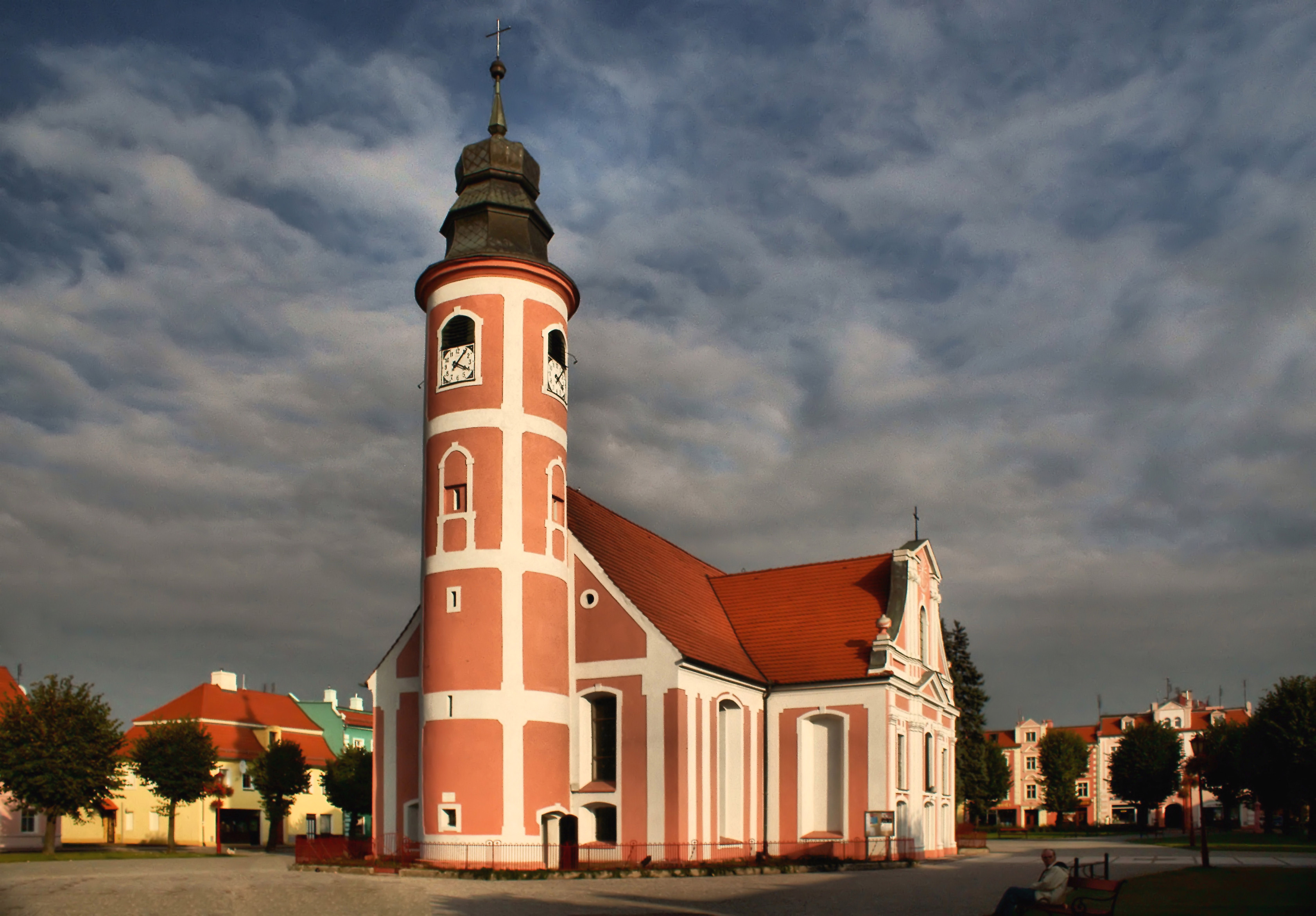
костел св. Йосифа Обручника
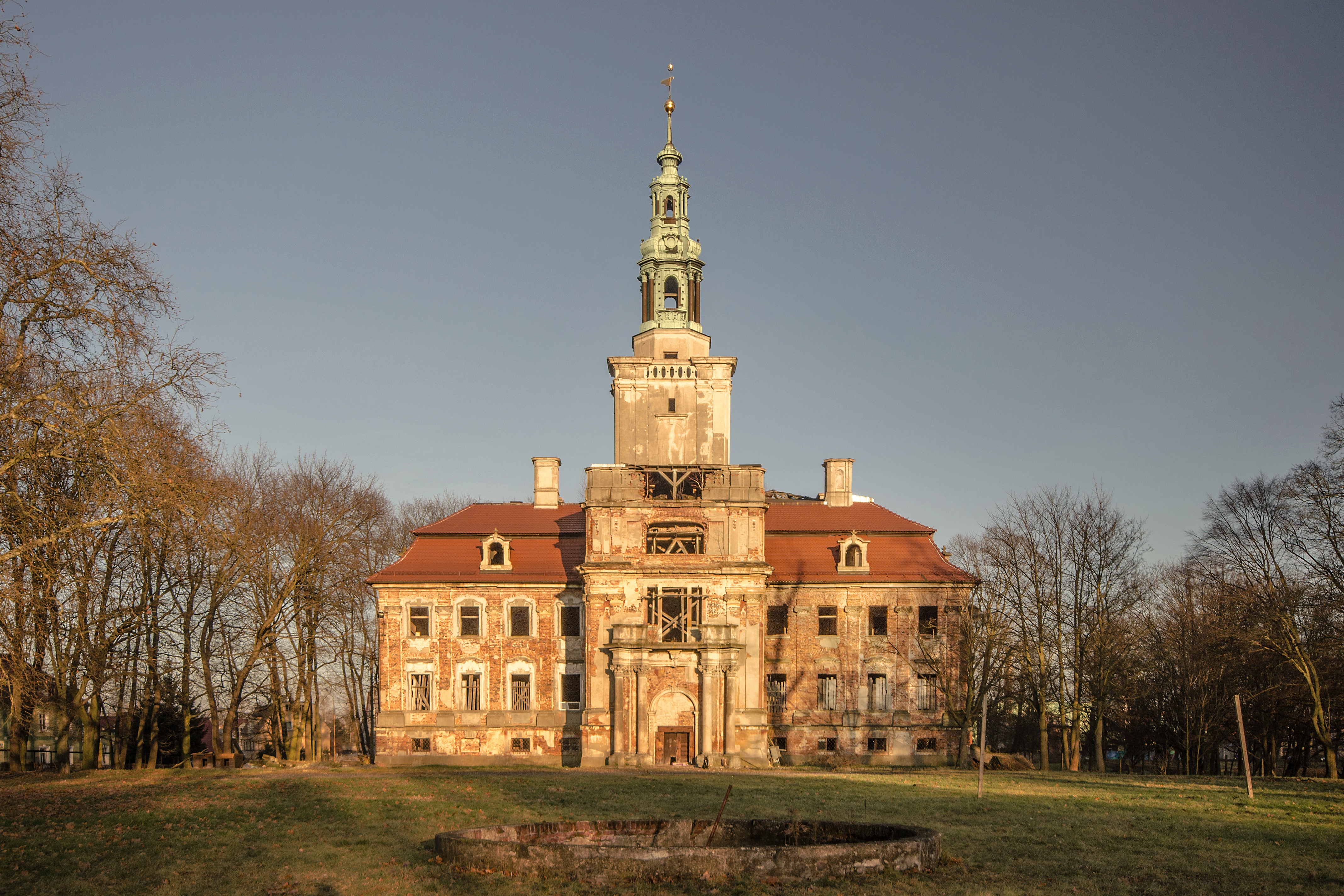
Палац у Хоцянові
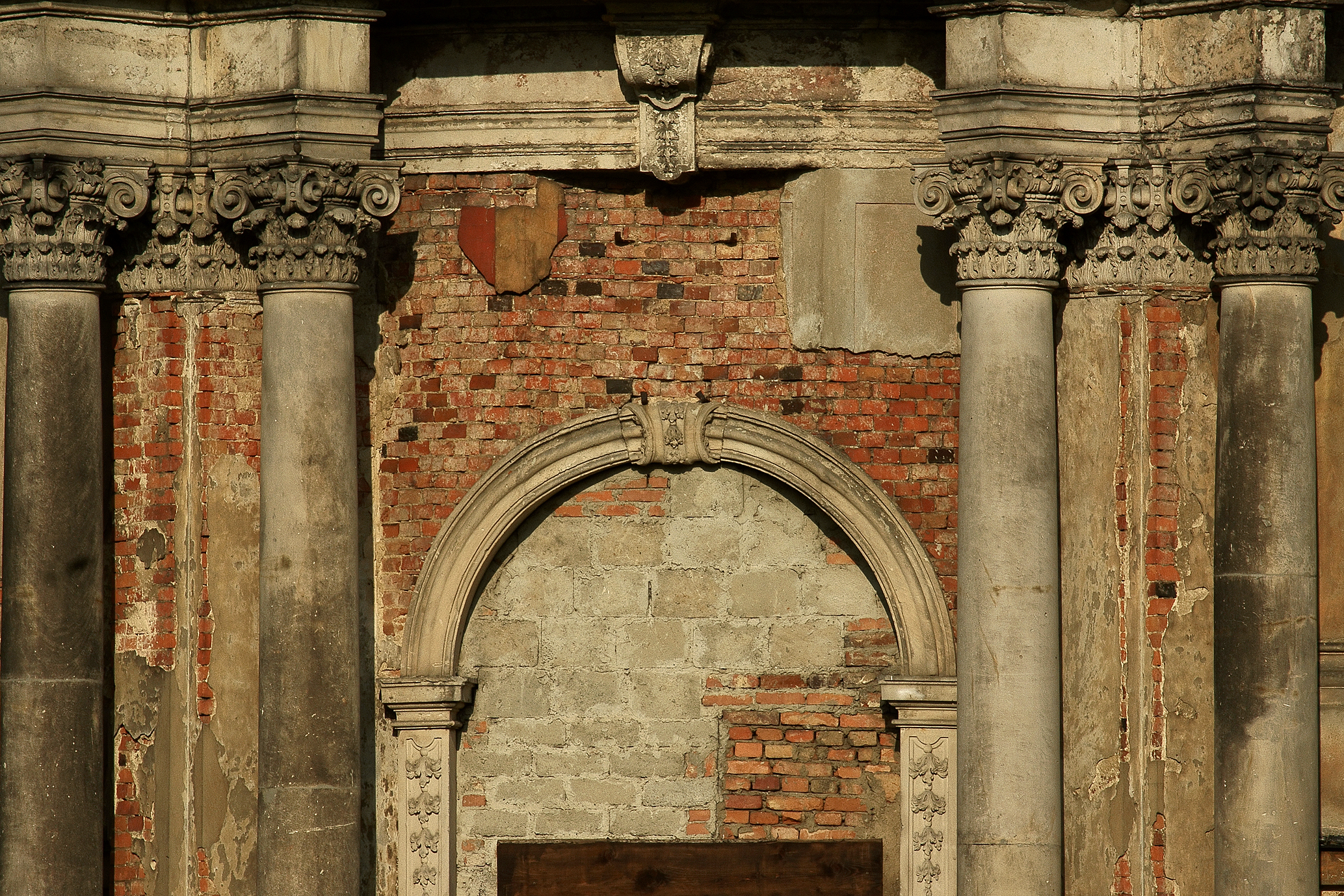
Палац у Хоцянові
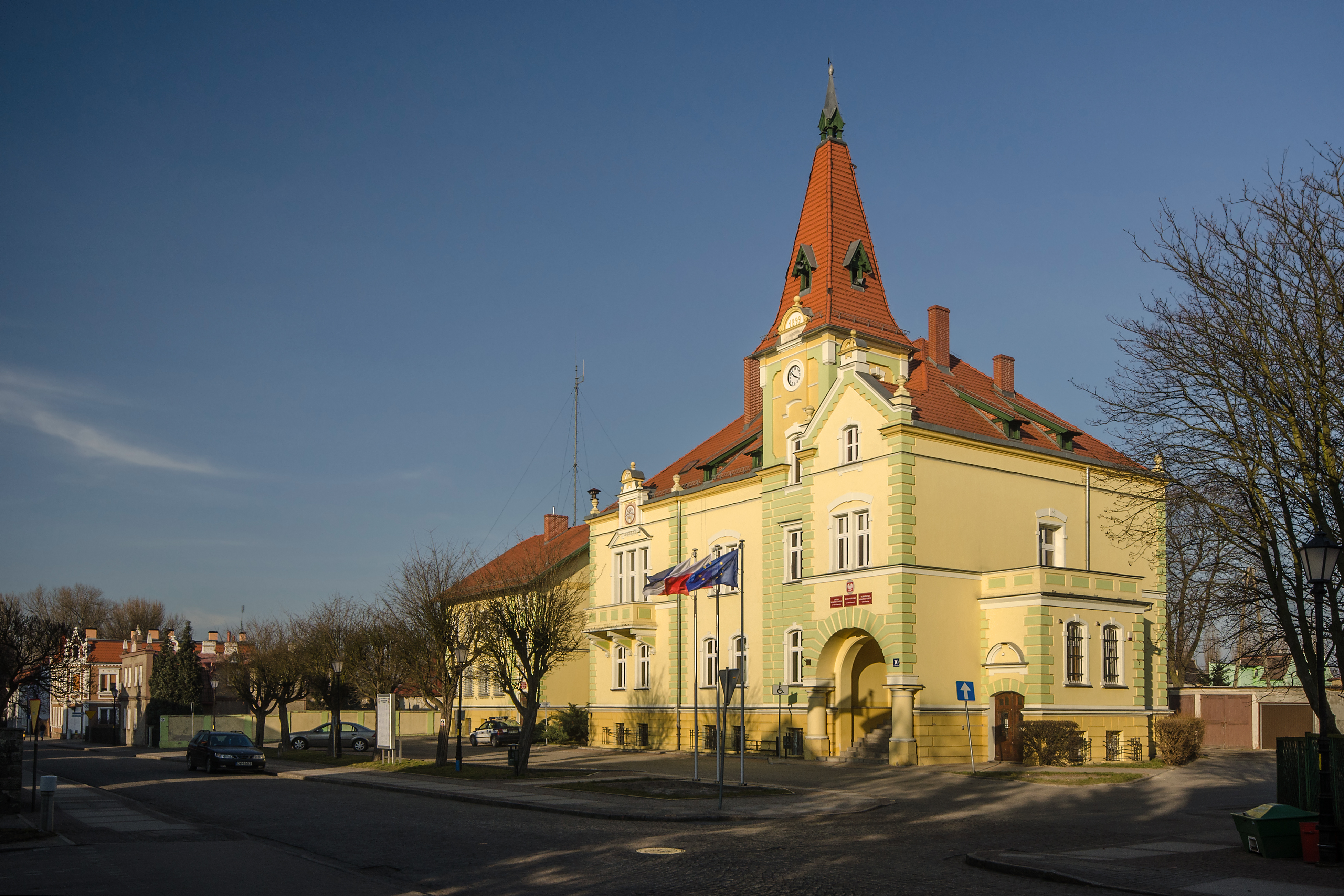
Ратуша в Хоцянові

## Демографія
Вікова піраміда мешканців Хоцянова у 2014 році  .

## Релігійні громади
- Римо-католицький костел ( Хоцянівський деканат ):
  - парафія Успіння Пресвятої Богородиці
- Свідки Єгови :
  - Костел Хоцянув ( Зал Царства, вул. Piotrowska 10A) [9]

## Міста-побратими
Juvigné

## Спорт
Футбольний клуб «Сталь Хоцянув» був заснований у 1950 році. Зараз виступає в IV лізі Нижньої Сілезії .

## Дивись також
- Хоцянув (залізнична станція)
- Карл Бош

## Виноски
1. ↑  GUS. Ludność w miejscowościach statystycznych według ekonomicznych grup wieku. Stan w dniu 31.03.2011 r. [Населення статистичних місцевостей за економічними групами віку. Стан на 31.03.2011]. Процитовано 12 серпня 2018.
2. ↑  Населення, площа та густота за даними Центрального статистичного офісу Польщі. Powierzchnia i ludność w przekroju terytorialnym w 2007. .
3. ↑  Pierwsza powojenna mapa Polski wydana przez WIG Sztabu Generalnego w roku 1945.
4. ↑  Rozporządzenie Ministrów: Administracji Publicznej i Ziem Odzyskanych z dnia 12 listopada 1946 r. o przywróceniu i ustaleniu urzędowych nazw miejscowości (M.P. z 1946 r. nr 142, poz. 262)
5. ↑  Waldemar Bena opis do mapy "Bory Dolnośląskie, Przemkowski Park Krajobrazowy" Wydawnictwo Turystyczne Plan, Jelenia Góra 2004 ISBN 83-88049-83-6
6. ↑  Dziennik Urzędowy Pruskiej Regencji w Legnicy z 1895, Nr 37, poz. 577
7. ↑  Rejestr zabytków nieruchomych woj. dolnośląskiego (PDF). Narodowy Instytut Dziedzictwa. с. 137.
8. ↑  Шаблон:Polska w liczbach
9. ↑  Шаблон:Jw
10. ↑  Site officiel de la mairie de Juvigné en Mayenne 53.
11. ↑  Skarb – Stal Chocianów (пол.)

| Польща | Це незавершена стаття з географії Польщі. Ви можете допомогти проєкту, виправивши або дописавши її. |